# Димитър Петканов
Димитър Попниколов Петканов (изписване до 1945 година: Димитъръ попъ Николовъ Петкановъ) е български свещеник и революционер, деец на Вътрешната македоно-одринска революционна организация.

## Биография
Димитър Петканов е роден в 1886 година в село Каваклия, Лозенградско в семейството на българския свещеник Никола Костадинов Петканов, взело участие в черковната борба и в Илинденско-Преображенското въстание от 1903. Негов брат е Константин Петканов. Димитър завършва Цариградската българска духовна семинария. Влиза във ВМОРО и взима участие в Илинденско-Преображенското въстание. Става архиерейски наместник. Служи в църквата „Свети Кирил и Методий“ в Бургас, където умира.